# Scopula diffusizona
Scopula diffusizona är en fjärilsart som beskrevs av George Francis Hampson 1910. Scopula diffusizona ingår i släktet Scopula och familjen mätare. Inga underarter finns listade.